# تشارلز روبن (رجل أعمال)
تشارلز روبن هو شخصية أعمال كندي، ولد في أكتوبر 1743 في جيرزي، وتوفي في 10 يونيو 1824.